# ADH4
 (février 2022).
L'alcool déshydrogénadse 4 est une enzyme qui est codée chez l'Homme, par le gène ADH4.
Le gèneADH4 est présent sur l'alcool déshydrogénase, qui est une enzyme de classe II. Il code la sous-unités 4 pi de l'alcool désydrogénase. Cette enzyme fait partie de la famille des alcools déshydrogénases. Les membres de cette famille d'enzymes, métabolisent une grande variété de substrats, comme l'éthanol, le rétinol, d'autres alcools aliphatiques, les hydoxystéroïdes et les produits de peroxydation lipidique. L'alcool déshydrogénase de classe II est un homodimère, composé de 2 sous-unités pi identiques. Il métabolise essentiellement l'oxydation des alcools aliphatiques qui ont une longue chaîne carbonée ainsi que des alcools aromatiques. Il présente une faible sensibilité pour le pyrazole. Ce gène est localisé sur le chromosome 4 dans le groupe de gènes de l'alcool déshydrogénase.